# Ann Murray
Ann Murray (Dublino, 27 agosto 1949) è un mezzosoprano irlandese.

## Biografia
Dopo aver vinto una serie di premi al Feis Ceoil, ha studiato canto presso il College of Music (oggi Conservatorio DIT di musica e del dramma, Dublino) con Nancy Calthorpe, così come le arti e la musica alla University College di Dublino. Nel 1968, ha fatto il suo debutto operistico irlandese svolgere il ruolo di pastore in una presentazione della Tosca. Ha perseguito ulteriori studi con Frederic Cox al Royal Manchester College of Music e ha debuttato palco come Alcesti in Alceste di Christoph Willibald Gluck nel 1974. Da allora ha cantato in tutti i maggiori teatri d'opera ed è particolarmente noto per le sue interpretazioni in opere di Georg Friedrich Händel, Wolfgang Amadeus Mozart e Richard Strauss.

## Discografia
- Debussy: Le Martyre de Saint Sebastien - Michael Tilson Thomas/London Symphony Orchestra, 1992 Sony BMG
- Donizetti, Lucia di Lammermoor - Lopez-Cobos/Caballé/Carreras, 1976 Decca
- Handel: Serse - Ivor Bolton/Ann Murray/Bavarian State Orchestra/Choir of the Bavarian State Opera, 1997 FARAO
- Humperdinck, Hänsel e Gretel - Davis/Murray/Gruberova/Ludwig, 1992 Decca
- Massenet: Thaïs - Ann Murray/Ann-Marie Connors/Beverly Sills/John Alldis Choir/Lorin Maazel/New Philharmonia Orchestra/Nicolai Gedda/Norma Burrowes/Patricia Kern, 1995 EMI Warner
- Monteverdi: Il ritorno d'Ulisse in patria - Frederica von Stade/Richard Stilwell/London Philharmonic Orchestra/Raymond Leppard, 1980 Sony
- Mozart, Così fan tutte - Levine/Te Kanawa/Murray, Deutsche Grammophon
- Mozart: Così fan tutte - Alison Hagley/Ann Murray/Hillevi Martinpelto/Kurt Streit/Choir & Orchestra of the Age of Enlightenment/Simon Woods/Sir Simon Rattle, 1996 EMI Warner
- Mozart, Don Giovanni - Solti/Terfel/Fleming/Murray, 1996 Decca
- Mozart: Le nozze di Figaro - Ann Murray/Anton Scharinger/Barbara Bonney/Charlotte Margiono/Chorus of De Nederlandse Opera/Christoph Späth/Isabel Rey/Kevin Langan/Kurt Moll/Nikolaus Harnoncourt/Petra Lang/Philip Langridge/Royal Concertgebouw Orchestra/Thomas Hampson (cantante), 1994 Teldec
- Mozart: Il re Pastore - Ann Murray/Concentus Musicus Wien/Eva Mei/Inga Nielsen/Markus Schäfer/Nikolaus Harnoncourt/Roberto Saccà, 1996 Teldec
- Mozart, Flauto magico - Davis/Schreier/Price/Serra, 1984 Philips
- Mozart: Requiem - Daniel Barenboim/Kathleen Battle/Ann Murray/Choeur & Orchestre de Paris/David Rendall/Matti Salminen, 1985 EMI
- Puccini, Tosca - Davis/Caballé/Carreras, 1976 Philips
- Rossini: Messa di Gloria - Academy of Saint Martin-in-the-Fields & Chorus/Ann Murray/Francisco Araiza/Raúl Gimenez/Samuel Ramey/Sumi Jo, 1992 Philips
- Verdi, Don Carlos - Abbado/Domingo/Ricciarelli, 1982 Deutsche Grammophon
- Vivaldi: Gloria - Bach: Magnificat - Ann Murray/Barbara Hendricks/Sir Neville Marriner/Academy of Saint Martin-in-the-Fields, 1991 EMI
- Murray: There Goes My Everything - Ann Murray, 2005 Dance Plant
- Murray & Lott: Sweet Power of Song - Ann Murray/Felicity Lott, 2000 EMI Warner

## DVD & BLU-RAY
- Handel: Ariodante (ENO, 1996) - Arthaus Musik
- Handel: Xerxes (ENO, 1988) - Charles Mackerras, regia Nicholas Hytner, Arthaus Musik
- Mozart: Cosi fan tutte (Salzburg Festival, 1983) - Ann Murray/Francisco Araiza/Kathleen Battle/Sesto Bruscantini/Riccardo Muti, Arthaus Musik
- Mozart, Mitridate re di Ponto - Harnoncourt/Winbergh/Ponnelle, 1986 Decca
- Mozart: Mitridate, re di Ponto (Royal Opera House, 1993) - Bruce Ford, Opus Arte
- Mozart: Le nozze di Figaro (Glyndebourne, 2012) - Robin Ticciati, Opus Arte
- Mozart: Die Zauberflote (Salzburg Festival, 1982) - Martti Talvela/Peter Schreier/Walter Berry/Edita Gruberová/Ileana Cotrubaș/Edda Moser/Ann Murray/James Levine, regia Jean-Pierre Ponnelle, Arthaus Musik
- Mozart: Don Giovanni (La Scala, 1987) - Thomas Allen/Edita Gruberova/Francisco Araiza/Ann Murray/Claudio Desderi/Natale De Carolis/Riccardo Muti, Opus Arte
- Rossini: La Cenerentola (Salzburg Festival, 1988) - Ann Murray/Francisco Araiza/Gino Quilico/Walter Berry/Riccardo Chailly, Arthaus Musik